# Forum Allmende
Forum Allmende (Eigenschreibweise FORUM ALLMENDE) ist eine literarische Gesellschaft für den alemannischen Sprachraum mit Sitz in Konstanz.

## Geschichte
Die literarische Gesellschaft Forum Allmende wurde 1998 in Konstanz von Schriftstellern und Literaturinteressierten als eingetragener Verein gegründet, um das literarische und kulturelle Leben im alemannischen Sprachraum zu beleben. Die Gesellschaft hat etwa 180 Mitglieder. Vorsitzender ist nach Peter Salomon, Manfred Bosch, Oswald Burger und Siegmund Kopitzki seit Oktober 2023 Joachim Scholz.
Forum Allmende ist Mitglied in der Arbeitsgemeinschaft Literarischer Gesellschaften und Gedenkstätten (ALG). 
Seit 2004 ist der Freundeskreis Jacob Picard in Forum Allmende integriert; er widmet sich der Pflege des Werks von Jacob Picard (1883–1967), dem aus Wangen am Untersee stammenden Dichter des alemannischen Landjudentums, sowie der Erforschung jüdischen Lebens in der Region. Seit 2007 unterhält der Freundeskreis im alten Rathaus von Wangen die mit Hilfe der Arbeitsstelle für literarische Museen, Archive und Gedenkstätten in Baden-Württemberg des Deutschen Literaturarchivs Marbach errichtete Jacob-Picard-Gedenkstätte. 

## Ziele
Zu den Zielen von Forum Allmende gehören laut Satzung die Erforschung, Aufarbeitung, Darstellung und Vermittlung literarischer Themen von regional-kultureller Bedeutung. Dies kann durch Lesungen und Vorträge, Symposien und Seminare, Ausstellungen und Literaturreisen sowie andere Veranstaltungsformen oder durch die Herausgabe von Büchern erfolgen. Diese erscheinen in den Reihen „Forum Allmende“, „Replik“ bzw. „Portrait“. Wichtig ist der Gesellschaft laut eigenen Angaben die Kooperation mit Institutionen und Vereinigungen vergleichbarer Zielsetzung – insbesondere in grenzüberschreitender Zusammenarbeit mit dem Elsass, der deutschsprachigen Schweiz und Vorarlberg. Dieses Selbstverständnis lebt vom Bewusstsein einer reichen Kultur- und Literaturlandschaft sowie von der Besonderheit des grenzüberschreitenden alemannischen Sprachraums.

## Tätigkeiten
Forum Allmende kooperiert eng mit dem Hesse-Museum in Gaienhofen und führt dort seit 2005 jährlich literarische Ausstellungen durch. Diese galten unter anderem den Autoren Bruno Epple (2005), Horst Brandstätter (2008), Hermann Hesse (2009), Hermann Kinder (2011), Robert Faesi (2013), Wilhelm von Scholz (2013), Manfred Bosch (2017) sowie den „Manns am Bodensee“ (2018); ferner dem Bodenseebuch 1914-1965 (2006), der Konstanzer Zeitschrift UNIVERS (2007), dem Südverlag Konstanz (2010) und dem Verlag Libelle (2020), den Schätzen des Franz Michael Felder-Archivs Bregenz (2015), der jüdischen Familie des Arztes Nathan Wolf aus Wangen (2016), der Fotografin und Verlegerin Lotte Eckener (2021) sowie Ilse Schneider-Lengyel (2022). Zu den Ausstellungen erscheinen in der Regel Begleithefte und -bücher.
Neben den jährlichen Mitgliederversammlungen, die mit entsprechendem Begleitprogramm an wechselnde Orte mit literarischer Tradition führen, bietet Forum Allmende mehrtägige Literaturreisen an. Diese führten bisher u. a. nach Zürich, München mit Starnberger See, Marbach am Neckar, Paris, Offenburg, Müllheim, Baden-Baden, Tübingen, Hohenems, Heidelberg oder ins Tessin.
Zu den bisherigen Projekten gehörten Literaturcafés, Buchpräsentationen und der Weblog „tagumtag“ (Meine Biberacher Zeit) des Autors K. D. Diedrich. Hinzu kommen grenzüberschreitende Projekte wie die Regio-Online-Schreibwerkstatt (2006) und das EU-Projekt „LiteraTour in Library 2.0“ (2008/2009).
Weiter zählen zu den Veranstaltungsformaten die Konstanzer Literaturgespräche in Zusammenarbeit mit dem Stadttheater Konstanz. Auf der Höri hat sich die Reihe „Literatur im Wohnzimmer“ etabliert. Zahlreiche dieser Vorträge sind neben weiteren Texten auf der Website von Forum Allmende in der Rubrik „Lesefutter“ nachzulesen.
Der Freundeskreis Jacob Picard begann seine Tätigkeit 2005/06 mit einer Picard-Lesereihe, die durch 15 Orte und Gemeinden führte, in denen der Dichter zum Teil selbst noch aus seinem Werk gelesen hatte, bevor ihn die Verfolgung in die Emigration zwang. Im Jahr 2007 richtete der Freundeskreis die „Gedenkstätte Jacob Picard“ im Wangener Rathaus ein, die nicht nur an den Dichter selbst, sondern auch an das Jahrhunderte währende christlich-jüdische Miteinander im Dorf erinnert. Im Sommerhalbjahr werden in Wangen kulturhistorische Spaziergänge angeboten, die der landjüdischen Geschichte dieses Dorfes gelten; im Winterhalbjahr veranstaltet der Freundeskreis Jacob Picard Lesungen und Filmvorführungen. Auf seine Anregung hin entstand 2012 der Dokumentarfilm …und dann waren wir wieder da, wo wir hingehören. Die Kinder des letzten Juden von Wangen. Über Leben und Verfolgung auf der Höri, der in der Gedenkstätte Jacob Picard an die Geschichte des jüdischen Arztes Nathan Wolf und seiner Familie im Dritten Reich erinnert. Dafür verwertete Regisseur Marcus Welsch das umfangreiche Material seines Dokumentarfilms Landschaftsgeschichten. An die Familiengeschichte der Wolfs erinnert auch eine eigene die Website.

## Publikationen
In der Reihe „Forum Allmende“:
- Bd. 1: Alemannisches Judentum. Spuren einer verlorenen Kultur. Hrsg.: Manfred Bosch. Eggingen 2001.
- Bd. 2: Elisabeth Rupp: Im Zweige. Erlebnis einer Jugend. Neudruck der Autobiographie von 1921. Hrsg.: Hermann Bausinger. Eggingen 2005.
- Bd. 3: Tami Oelfken: Fahrt durch das Chaos – Ein Logbuch aus Zeiten des Krieges. Lengwil 2003.
- Bd. 4: Robert Reitzel: Ich will nur auf einem Ohre schlafen, damit ich keinen Weckruf zur Freiheit verpasse. Hrsg.: Manfred Bosch. Berlin 2004.
- Bd. 5: Wolfgang Heidenreich: Maische – Gedichte 2006–2007. Hrsg.: Uwe Pörksen. Warmbronn 2007.
- Bd. 6: Armin Ayren: Der Reiter im Vorgebirge. Erzählungen. Gutach 2008.
- Bd. 7: Eduard Reinacher: Bohème in Kustenz. Hrsg.: Peter Salomon. Eggingen 2009.
- Bd. 8: Felicitas Andresen: Fichte im Bett. Gutach 2010.
- Bd. 9: Hermann Kinder: Berthold Auerbach. Einst fast eine Weltberühmtheit. Eine Collage. Tübingen 2011.
- Bd. 10: "Ich will als ein ganzer Mann und wahrhaft Deutscher zurückkehren, mit reinem Gewissen." Die Kriegstagebücher des Nathan Wolf aus den Jahren 1914 bis 1917. Ausgewählt, kommentiert und hrsg. von Anne Overlack. Mit einem Vorwort von Aleida Assmann. o. O., o. J. (2014).
- Bd. 11: Anne Overlack: "In der Heimat eine Fremde". Das Leben einer deutsch-jüdischen Familie im 20. Jahrhundert. Tübingen 2016.
- Bd. 12: Jacob Picard 1883-1967. Dichter des süddeutschen Landjudentums. Erarbeitet von Manfred Bosch. Gutach 2017.
- Bd. 13: Wolfgang Herles, Siegmund Kopitzki (Hrsg.): "Der erste unserer Sprachmenschen". Neue Einsichten zum Werk von Martin Walser. Konstanz 2017.

Andere Publikationen:
- Manfred Bosch (Hrsg.): Bruno Epple – der Poet. Zu Vita und Werk. Eggingen 2005.
- Manfred Bosch: Das Bodenseebuch. Zur Geschichte eines grenzüberschreitenden Jahrbuchs (1914-1965). Eggingen 2006.
- Peter Salomon: UNIVERS. Zur Geschichte einer Konstanzer Literaturzeitschrift 1974–1981. Eggingen 2007.
- Jochen Greven (Hrsg.): Horst Brandstätter. Autor, Galerist und Antiquar – Anreger, Kämpfer, Wegbereiter. Gutach 2008.
- Volker Michels: Der Dichter aus Montagnola ist eine Weltmacht. Hermann Hesse – ein globales Phänomen vor der Globalisierung. Gutach 2009.
- Peter Frömmig: Auf langen Wegen in kleiner Stadt. Ein Spaziergang durch Marbach. Marbach a.N. 2010.
- Eduard Fueter (Hrsg.): "O geliebte Schweiz!" Ein Kapitel deutsch-schweizerischer Literaturbeziehungen. Das Beispiel Robert Faesi. Gutach 2013.
- Ulrike Längle, Jürgen Thaler (Hrsg.): herzblut tinte druckerstrahl. schätze aus dem franz michael felder archiv. Gutach 2015.
- Siegmund Kopitzki, Inga Pohlmann (Hrsg.): Manfred Bosch – Literarischer Sekretär der Region. Eine Freundschaftsgabe. Konstanz 2017.
- Manfred Bosch: "Haben es ganz gut getroffen". Die Manns am Bodensee. Konstanz 2018.
- Elisabeth Tschiemer (Hrsg.): Diese Verlegerei gibt sich gern humorvoll – meint es aber zugleich ernst. 40 Jahre Libelle vom Bleisatz zum Open Access. Lengwil 2019.
- Dorothea Cremer-Schacht, Siegmund Kopitzki (Hrsg.): Tochter – Fotografin – Verlegerin. Lotte Eckener und der Verlag Simon & Koch. Konstanz 2021.
- Forum Allmende (Hrsg.): "weiter im text", 25 Jahre Forum Allmende. Drey-Verlag, Gutach 2023